# Midnight on the Water
Albums de David Bromberg
Wanted Dead or Alive
(1974) How Late'll Ya Play 'Til?, Vol. 1: Live
(1976)
Midnight on the Water  est un album du chanteur et guitariste de folk, rock américain David Bromberg, paru en 1975.

## Titres
1. (What A) Wonderful World (3:23) Adler, Alpert, Campbell, Cooke, Zucchero
2. Yankee's Revenge: Medley (5:55) Traditionnel
3. I Like to Sleep Late in the Morning Blue (3:26) Blue
4. Nobody's (4:58) White, White
5. Don't Put That Thing on Me (2:52) Gibson
6. Mr. Blue (2:55) Blackwell, Creedon, Lane, O'Neill
7. Dark Hollow (2:59) Browning
8. If I Get Lucky (4:03) Whashington
9. The Joke's on Me (3:32) Bromberg
10. Midnight on the Water (4:27) Traditionnel

## Musiciens
- Brian Ahern - guitare
- David Bromberg - dobro, flute, guitare, mandoline, chant
- Buddy Cage - guitare
- Joe Darensbourg - clarinette
- Jesse Ed Davis - guitare
- Dr. John (Mac Rebennack) - piano
- Peter Ecklund - cornet à pistons, bugle, trompette
- John Ewing - trombone
- Dick Fegy - guitare, violon
- Richard Fegy - violon, guitare
- Paul Fleisher - sifflet, saxophone
- James Getzoff - violon
- Ann Goodman - cello
- Emmylou Harris - chant
- John Herald - chant
- Brantley Kearns - violon, chant
- Doyle Lawson - chant
- Bernie Leadon - guitare
- Hugh McDonald - basse
- Steve Mosley - batterie
- Billy Novick - clarinette
- Tony Posk - violon
- Bonnie Raitt - chant
- Linda Ronstadt - chant
- Haim Shtrum - violon, chant
- Ricky Skaggs - chant
- Evan Stover - arrangements, violon
- Jay Ungar - flute, mandoline, violon
- Lyndon Ungar - chant
- Ernie Watts - saxophone